# غوردون أكيرمان
غوردون أكيرمان (بالإنجليزية: Gordon Ackerman)‏ هو صحفي أمريكي، ولد في 1931 في ألباني في الولايات المتحدة.